# Teratogenność
Zasugerowano, aby zintegrować ten artykuł z artykułem teratogen. Nie opisano powodu propozycji integracji.
Teratogenność (dosłownie potworotwórczość od teratos – potwór) – właściwość teratogenów powodująca wady (potworności) w rozwoju płodu (mają ją np. promieniowanie, wirusy, ksenobiotyki, niektóre lekarstwa).
Działanie teratogenne to działanie toksyczne substancji na zarodek lub płód (śmierć zarodka, zaburzenia czynnościowe, opóźnienie rozwoju, przedwczesne urodzenie).

## Czynniki teratogenne dla zwierząt
- deficyty składników odżywczych:
  - witamin: A, D, E, B1, B2, PP
  - makroelementów: cynku, manganu, magnezu, miedzi
  - składników pokarmowych (np. niektórych białek)
- deficyty lub nadmiary hormonów (np. insuliny)
- teratogenne mykotoksyny

## Czynniki teratogenne dla ludzi
| Grupa farmaceutyczna lub nazwa leku                                                                                                 | Działanie teratogenne |
| Antybiotyki | Antybiotyki |
| --- | --- |
| Aminoglikozydy (Amikacyna, Gentamycyna, Kanamycyna, Tobramycyna, Neomycyna, Streptomycyna) i Polimyksyny (Polimyksyna B, Kolistyna) | Odwracalne lub nieodwracalne uszkodzenie narządu Cortiego powodujące odbiorcze uszkodzenie słuchu (ototoksyczność), uszkodzenie niedojrzałych nefronów (nefrotoksyczność). Ototoksyczność i nefrotoksyczność występują również u dorosłych. Wobec polimyksyn nie potwierdzono działania teratogennego u ludzi, jednakże mają udowodnione działanie neurotoksyczne. |
| Chloramfenikol | Powoduje zespół szarego dziecka. |
| Fluorochinolony (Ciprofloksacyna)                                                                                                   | Istnieje zbyt mało danych jednoznacznie przemawiających za teratogennym wpływem chinolonów. Badania wpływu leków tej grupy na inne gatunki ujawniły teratogenny wpływ na układ kostno-stawowy. |
| Flukonazol | Narażenie w pierwszym trymestrze ciąży, powoduje deformacje płodu w postaci brachycefalii, zaburzeń rozwoju twarzy i czaszki, zajęczej wargi, spowolnienie ossyfikacji kości długich pod postacią cienkich żeber i wygięcia kości udowej, nadmiernie wydłużonych kości długich, artrogrypozy i wrodzonych wad serca. |
| Gryzeofulwina | Udowodnione działanie embriotoksyczne oraz teratogenne u szczurów. Nie został dotąd wykluczony wpływ teratogenny na ludzki płód. |
| Sulfonamidy (Sulfametoksazol, składnik Kotrimoksazolu)                                                                              | Narażenie w trzecim trymestrze ciąży. W związku z kompetycją leku z bilirubiną o wolne miejsca wiązania z albuminami występuje zwiększone ryzyko uszkodzenia jąder podstawy mózgu (kernicterus). Kotrimoksazol sprzyja powstawaniom wad serca i zajęczej wargi. U kobiet ciężarnych HIV (+) podczas terapii antyretrowirusowej stosowanie Kotrimoksazolu sprzyja powstawaniu przepukliny oponowo-rdzeniowej. |
| Tetracykliny (Doksycyklina, Minocyklina, Tetracyklina, Tygecyklina, Demeklocyklina)                                                 | Zahamowanie wzrostu chrząstek nasadowych i zahamowanie wzrostu kości długich, depozycja leku w szkliwie i zmiana jego zabarwienia na odcień żółty, ciężkie uszkodzenie wątroby |
| Trimetoprim (składnik Kotrimoksazolu)                                                                                               | Jako antagonista kwasu foliowego, sprzyja wadom rozwojowym ośrodkowego układu nerwowego (możliwe wodogłowie, uszkodzenie narządu słuchu, przepuklina oponowa, śmierć płodu). Kotrimoksazol sprzyja powstawaniom wad serca i zajęczej wargi. |
| Ryfampicyna | Jako antagonista kwasu foliowego, sprzyja wadom rozwojowym ośrodkowego układu nerwowego (możliwe wodogłowie, uszkodzenie narządu słuchu, przepuklina oponowa, śmierć płodu). |
| Leki przeciwmalaryczne | |
| Pirymetamina | U szczurów pirymetamina powoduje rozszczep górnej wargi, skrócenie żuchwy, oligodaktylię i mikroftalmię. U ludzi lek stosowany jest w profilaktyce malarii i w leczeniu toksoplazmozy ośrodkowego układu nerwowego. Pirymetamina jest antagonistą kwasu foliowego. |
| Prymachina | Może powodować wewnątrznaczyniową hemolizę u matki i płodu. |
| Halofantryna | Jest lekiem kardiotoksycznym i wykazującym działanie embriotoksyczne u zwierząt. Nie ma dostępnych danych na temat stosowania leku u kobiet ciężarnych. |
| Witaminy i hormony | |
| Witamina A | Suplementacja witaminy A w dawce >10.000 IU/d w okresie organogenezy (<9 Hbd) może sprzyjać powstawaniu malformacji ośrodkowego układu nerwowego i twarzoczaszki, wad serca, wad układu moczowo-płciowego oraz aplazji grasicy. |
| Izotretynoina (kwas 13-cis-retinowy)                                                                                                | Lek wykorzystywany do leczenia ciężkiej, bardzo ciężkiej i piorunującej postaci trądzika. Retinoidy są naturalnymi sygnalizatorami kształtowania łuków skrzelowych. Hiperwitaminoza A w 4 tygodniu ciąży sprzyja malformacjom twarzoczaszki (defekty oczu, uszu, rozszczep podniebienia i górnej wargi, mikrognatyzm, spłycenie grzbietu nosa, dysmorfizm, hiperteloryzm), malformacjom ośrodkowego układu nerwowego (mikroencefalia, porażenie nerwu twarzowego, wodogłowie, wady kory mózgowej i móżdżku), wadom serca (Tetralogia Fallota, ubytki przegrody międzykomorowej, całkowite przełożenie wielkich pni tętniczych), hipoplazji lub aplazji grasicy. Stosując lek kobieta w wieku rozrodczym musi stosować skuteczną metodę antykoncepcji przez 1 miesiąc przed rozpoczęciem leczenia, podczas leczenia i 1 miesiąc po jego zakończeniu. |
| Etretynat (Tigason) | Lek stosowany w leczeniu łuszczycy, jest wysoce teratogenny, utrzymuje działanie teratogenne do 3 lat od zakończenia leczenia (wymaga stosowania leków antykoncepcyjnych). |
| Acytretyna (Neotigason) | Lek stosowany w leczeniu ciężkiej łuszczycy i zaburzeń rogowacenia skóry. Jest wysoce teratogenny i utrzymuje działanie teratogenne do 2 lat od zakończenia leczenia (wymaga stosowania leków antykoncepcyjnych). |
| Dietylstilbestrol (DES) | U córek, których matki zażywały DES, stwierdzany był rak jasnokomórkowy pochwy i szyjki macicy. Stwierdzano u nich również inne malformacje narządów rodnych. Wśród męskiego potomstwa nie odnotowano zwiększonej częstości nowotworów, lecz zauważono zwiększenie częstości malformacji narządów rodnych i zaburzenia zachowania. |
| Etysteron, Noretysteron, Testosteron                                                                                                | U potomstwa żeńskiego - maskulinizacja zewnętrznych narządów płciowych (przerost łechtaczki, częściowe zrośnięcie warg sromowych). |
| Estrogen, progesteron w hormonalnej terapii zastępczej                                                                              | U potomstwa męskiego - malformacja zewnętrznych narządów płciowych (spodziectwo, wnętrostwo, wodniak jądra). |
| Metizol (Tiamazol), Karbinazol | Leki wykorzystywane w leczeniu nadczynności tarczycy. Metizol może powodować całkowitą atrezję nozdrzy oraz wrodzoną aplazję skóry. Preferuje się bezpieczniejszy Propylotiouracyl, który jednakże charakteryzuje się hepatotoksycznością. |
| Radioaktywny Jod 131 | Może powodować niedoczynność tarczycy i nowotwory tarczycy u płodu. |
| Leki antyretrowirusowe | |
| Zydowudyna | Wady serca - ubytek przegrody międzykomorowej i rzadszy ubytek przegrody międzyprzedsionkowej. Spodziectwo. |
| Didanozyna, Nelfinawir, Efawirenz                                                                                                   | Statystycznie istotne ryzyko teratogenne. |
| Leki przeciwpadaczkowe | |
| Kwas walproinowy (Walproinian sodu)                                                                                                 | Płodowy zespół walproinianowy. Rozszczep kręgosłupa, spodziectwo, nieprawidłowy zgryz, opóźnione wyrzynanie zębów stałych, rozszczep podniebienia i wargi górnej (tzw. zajęcza warga), wady serca, wady układu moczowo-płciowego, opóźnienie rozwoju, zaburzenia endokrynologiczne, zniekształcenia kończyn, autyzm. |
| Fenytoina | Płodowy zespół hydantoinowy (IUGR, mikrocefalia, hiperteloryzm, ptoza, szeroka nasada nosa, wewnętrzna zmarszczka nakątna, opóźnienie rozwoju umysłowego, hipoplazja dystalnych paliczków) |
| Lamotrygina Lewetiracetam Topiramat                                                                                                 | Niskie ryzyko teratogenne. |
| Karbamazepina | Niskie ryzyko teratogenne. Rozszczep kręgosłupa. Malformacje twarzoczaszki. |
| Sól litu | Ryzyko wad serca (ubytek przegrody międzykomorowej, anomalia Ebsteina). |
| Leki układu sercowo-naczyniowego | |
| Diltiazem | Jest blokerem kanałów wapniowych służącym w nadkomorowych zaburzeniach rytmu serca. Jest teratogenem sprzyjającym powstawaniu wrodzonych wad serca. U kobiet w ciąży preferowane jest stosowanie Digoksyny oraz betablokerów do kontroli odpowiedzi komór serca, kiedy zaś te leki wymagają dołączenia blokera kanałów wapniowych stosuje się Werapamil. |
| Amiodaron | Jest najskuteczniejszym lekiem stosowanym w kardiowersji farmakologicznej wobec VT opornego na kardiowersję elektryczną. Jest stosowany, gdy korzyści z jego podania przeważają nad ryzykiem związanym z jego zastosowaniem. Występuje ryzyko teratogenności pod postacią nadczynności lub niedoczynności tarczycy, IUGR, powiększenia ciemiączka, hipotonii i porodu przedwczesnego. |
| Aspiryna, kwas acetylosalicylowy (ASA)                                                                                              | Przedwczesne zamknięcie przewodu tętniczego, przetrwałe nadciśnienie płucne u noworodka, ubytki przegrody międzykomorowej. Zespół Reye'a u noworodków. Mała dawka ASA < 100 mg/d jest akceptowana w ciąży. |
| Kumaryny (Warfaryna, Acenokumarol)                                                                                                  | Hypoplazja kości nosowej, chondrodysplazja punktowa. Embriopatia kumarynowa występuje u 6–8% płodów, szczególnie gdy są podawane między 6 a 9 tygodniem ciąży. W trzecim trymestrze ciąży sprzyjają krwawieniom u ciężarnej i u płodu, a później u noworodka (choroba czarna noworodków), dlatego gdy zachodzi potrzeba stosowania leków przeciwkrzepliwych w ciąży stosuje się heparyny, a szczególnie heparynę drobnocząsteczkową o dobrym profilu bezpieczeństwa. |
| Inhibitory Enzymu Konwertującego Angiotensynę (IKA); Sartany                                                                        | Malformacja rozwojowa nerek w 2 i 3 trymestrze ciąży oraz nieprawidłowe zrastanie mózgoczaszki. W rezultacie IKA/sartany mogą spowodować małowodzie, które sprzyja deformacjom kończyn, twarzy i hipoplazji płuc. |
| Hydralazyna | Może wywoływać toczeń rumieniowaty polekowy i prowadzić do bloku przedsionkowo-komorowego serca płodu. |
| Flekainid | Może powodować hiperbilirubinemię u płodu i w konsekwencji kernikterus. |
| Tiazydy (Hydrochlorotiazyd) | Wrodzone wady serca. |
| Leki onkologiczne | |
| Talidomid | Lek niegdyś stosowany u kobiet w ciąży, hamujący poranne mdłości. Wykazuje duże działanie teratogenne (fokomelia, spowodowana hamowaniem angiogenezy w kończynach). Obecnie jest wykorzystywany w leczeniu szpiczaka plazmocytowego. |
| Cyklofosfamid | Nisko osadzone uszy, anomalie oczu, niewykształcenie paluchów, rozszczep podniebienia, blepharophimosis, płytka rynienka nosowa, mikrocefalia. |
| Busulfan | IUGR, mikrognatyzm, rozszczep podniebienia, upośledzony rozwój kości czaszki, wady kręgosłupa, wady słuchu, zaburzenia rozwoju dystalnych części kończyn. |
| 5-Fluorouracyl (5-FU) | Ekspozycja w pierwszym trymestrze ciąży prowadzi do poważnych malformacji płodu i do śmierci. |
| Cytarabina | Jest wysoce teratogenna i jej stosowanie powinno ograniczać się do drugiego i trzeciego trymestru, wtedy jednak nadal sprzyja zmianom teratogennym. Powoduje zniekształcenia kończyn, IUGR, drgawki u noworodka, śmierć płodu lub tuż po urodzeniu. Wywołuje również pancytopenię i poród przedwczesny. |
| 6-Merkaptopuryna | Powoduje zmiany hematologiczne, immunologiczne i chromosomowe. Jest wysoce teratogenna. |
| Antracykliny | Przejściowa mielosupresja, zniekształcenia kończyn (po ekspozycji w pierwszym trymestrze ciąży), IUGR, śmierć płodu. W drugim i trzecim trymestrze względnie bezpieczniejszą antracykliną jest Doksorubicyna, która przejawia silniejsze wiązanie z albuminami w stosunku do Epirubicyny i Idarubicyny. |
| Taksany | Powodują śmierć zwierząt doświadczalnych. Brakuje danych dotyczących wpływu na ludzki płód. |
| Platyna | Utrata słuchu, kardiomegalia, zaburzenia rozwoju kory mózgu, IUGR, obumarcie płodu. Cisplatyna jest bardziej zalecana w ciąży, ponieważ ma mniejszy potencjał wywoływania trombocytopenii wobec karboplatyny oraz jest większą cząsteczką, która słabiej przenika przez barierę krew-łożysko. |
| Chlorambucyl | Małe działanie teratogenne. Może powodować uszkodzenie siatkówki oka. |
| Metotreksat, Aminopteryna | Bardzo częste występowanie działania teratogennego (50%) pod postacią wodogłowia, rozszczepu podniebienia, przepukliny oponowo-rdzeniowej. Metotreksat jest środkiem poronnym, wykorzystywanym w spędzaniu ciąży jajowodowej. |

- dietylopirokarbonian (DEPC)